# Alboïn
Ne pas confondre avec Alboin (évêque de Poitiers).
Alboïn (italien : Alboino ; latin : Alboinus ; du germanique Albwin, « Ami des elfes ») est un roi lombard du milieu du VIe siècle qui conduit son peuple en Italie en 568, jetant les bases du royaume lombard d'Italie.

## Biographie

### Sous le règne de son père
Les Lombards migrent sous le règne du roi Waccho, de l'Est en Pannonie, profitant des difficultés que rencontre le Royaume ostrogoth en Italie après la mort de son fondateur, Théodoric en 526. À la mort de Waccho vers 540, son fils Walthari lui succède. Le roi étant mineur, c'est le père d'Alboïn, Aldoin, du clan gausien, qui gouverne. Sept ans plus tard, Walthari meurt, donnant à Aldoin l'opportunité de se saisir de la couronne et de renverser les Lething (en).
Alboïn, né dans les années 530 en Pannonie, est le fils d'Aldoin et de sa femme Rodelinde (en). Cette dernière est peut-être une nièce du roi ostrogoth Théodoric, fiancée à Aldoin grâce à la médiation de l'empereur byzantin Justinien,. Comme son père, Alboïn est païen, bien qu'Aldoin tentât une fois de se déclarer chrétien pour gagner une aide des Byzantins contre ses voisins. Alboïn épouse la catholique Clodoswinthe, fille du roi franc Clotaire Ier, peu après la mort du roi franc Thibaut en 555. Ce mariage reflèterait la volonté d'Aldoin de s'éloigner des Byzantins, alliés traditionnels des Lombards, peu enthousiastes à l'aider face aux Gépides. Cette nouvelle alliance avec les Francs offre ainsi aux Lombards plus d'une option,. La Prosopography of the Later Roman Empire interprète différemment les événements et les sources, avançant qu'Alboïn épouse Clodoswinthe alors qu'il est déjà roi, ou peu avant 561, l'année de la mort de Clotaire.
Alboïn se distingue sur le champ de bataille face aux Gépides. À la bataille d'Asfeld, il tue Thorismod, fils du roi gépide Thorisind. Cette victoire oblige l'empereur Justinien à intervenir pour maintenir l'équilibre entre ces deux puissances régionales rivales. Après la bataille, d'après une tradition rapportée par Paul Diacre, afin d'être autorisé à s'asseoir à la table de son père, Alboïn doit demander l'hospitalité d'un roi étranger et se faire offrir des armes par ce dernier, comme le voulait la coutume. Pour cette initiation, il se rend à la cour de Thorisind, où le roi lui donne les armes de Thorismod,. Pour l'historien Walter Goffart, il est probable que ce récit s'appuie sur une tradition orale, et pourrait être écarté comme étant un simple topos des poèmes épiques.

### Règne en Pannonie
Alboïn monte sur le trône après la mort de son père, entre 560 et 565. Comme le voulait la coutume des Lombards, Alboïn n'est couronné qu'après son élection par les hommes libres de la tribu, qui traditionnellement choisissent le roi parmi le clan du souverain décédé,. Peu après, en 565, une nouvelle guerre éclate contre les Gépides, maintenant conduits par Cunimond, un fils de Thorisind. La cause du conflit est incertaine et les sources sont divisées : le lombard Paul Diacre accuse les Gépides, alors que le byzantin Ménandre le Protecteur rend Alboïn responsable, une interprétation ayant les faveurs de l'historien Walter Pohl (en).
Le récit de cette guerre donné par le byzantin Théophylacte Simocatta sentimentalise les causes du conflit : après avoir vainement courtisé la fille de Cunimond, Rosemonde, Alboïn l'enlève et l'épouse. Ce récit est traité avec scepticisme par Walter Goffart, qui observe qu'il entre en conflit avec celui donné par l'Origo gentis Langobardorum, où elle n'est capturée qu'après la mort de son père,. Les Gépides obtiennent l'aide de l'empereur byzantin en échange d'une promesse de cession de la région de Sirmium, le centre de l'État gépide. Ainsi, en 565 ou 566, le successeur de Justinien, Justin II, envoie son beau-fils, le magister militum Baduaire, à la tête de l'armée byzantine envoyée à l'aide de Cunimond, conduisant à une déroute totale des Lombards,,,,.
Confronté à une possible annihilation, Alboïn s'allie en 566 aux Avars dirigés par le khagan Bayan, jouant sur l'hostilité préexistante entre ces derniers et les Byzantins. En échange de leur aide, les Avars obtiennent un dixième des châteaux lombards, la moitié du butin de guerre et, à la fin de la guerre, le contrôle de l'ensemble du territoire tenu par les Gépides. Cunimond, de son côté, rencontre de l'hostilité chez les Byzantins lorsqu'il demande une nouvelle fois une aide militaire à l'empereur. Les Gépides, en effet, n'ont pas tenu leur engagement de livrer Sirmium, comme préalablement convenu. Plus encore, la politique étrangère de Justin II s'écarte de celle de son prédécesseur Justinien, et s'emploie à traiter plus strictement les États et peuples voisins. Les tentatives d'amadouer Justin II avec des tributs échouent finalement, et les Byzantins restent neutres, voire soutiennent les Avars,.
En 567, les alliés portent le coup fatal à Cunimond en envahissant les terres gépides : Alboïn au nord-ouest et Bayan au nord-est. Cunimond tente d'empêcher la fusion des deux armées en attaquant les Lombards entre la rivière Tibiscus et le Danube. Les Gépides sont battus, leur roi tué par Alboïn, et sa fille, Rosemonde, est faite prisonnière, d'après l'Origo. Les Avars achèvent la destruction complète du royaume des Gépides. Ils cessent alors d'exister comme peuple indépendant, étant partiellement absorbés par les Lombards et les Avars,,. Après le décès de sa première femme Clodoswinthe en 568 et sa victoire contre Cunimond, Alboïn épouse Rosemonde afin d'établir un lien avec les Gépides restants. Cette guerre marque également un important tournant dans l'histoire géopolitique de la région, associée avec la migration des Lombards l'année suivante, marquant la fin de six siècles de domination germanique du Bassin pannonien.

### Invasion de l'Italie

Les conquêtes lombardes en Italie sous le règne du roi Alboïn.

Au début de l'année 568, peut-être par méfiance des Avars, mais aussi par connaissance de la fragilité de la domination byzantine d'une Italie ruinée après les guerres gothiques (535-553/61), il décida la migration de son peuple vers l'Italie du Nord non sans avoir conclu avec Bayan un droit de retour en Pannonie et en Norique valable 200 ans.
Il se dirige dès lors avec son peuple mais également avec d'autres tribus dont des Gépides, 20 000 Saxons et même des Avars (environ 200 000 individus au total), vers l'Italie en partant du lac Balaton (en actuelle Hongrie) le lundi de Pâques de l'an 568.
Il occupe le Frioul au printemps 569, faisant de la région le premier duché lombard en y installant un neveu, Gisulf, siégeant à Cividale, capitale du duché. Du nord-est de la péninsule, il conquiert toute la fertile plaine du Pô jusqu'aux Alpes ainsi que l'Italie centrale à l'exception de Ravenne et de Rome qui lui échappent, conservées par les Byzantins, et installe son quartier général dans l'ancien palais du roi ostrogoth Théodoric le Grand à Vérone. Milan tombe à la fin de l'été 569 et Pavie capitule après un long et pénible siège de trois ans en 572.

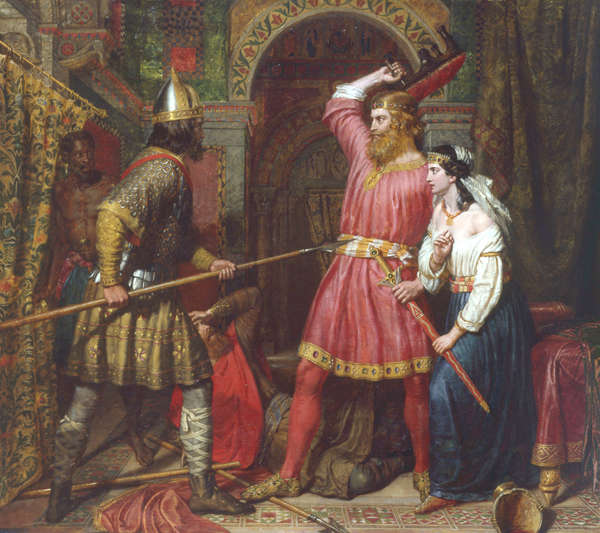
Assassinat d'Alboïn, vu par Charles Landseer (1859).

Le 28 juin 572, Alboïn est assassiné à Vérone alors qu'il fait une sieste. Selon la légende, sa femme Rosemonde est l'instigatrice de cet assassinat, voulant se venger du roi qui l'avait obligé lors d'un banquet à boire le vin de la victoire dans une coupe pratiquée avec le crâne de son propre père. La coupe est conservée jusqu'au règne du roi Ratchis (744-749) au moins, selon le témoignage de Paul Diacre, l'historien des Lombards, qui dit dans son Historia Langobardorum l'avoir vue de ses yeux à la cour royale de Pavie quand le roi Ratchis la montra à des convives.
Son tombeau est violé au VIIIe siècle par le duc lombard Giselpert de Vérone.

## Unions et postérité
Alboïn épouse Clodoswinthe, princesse franque, fille du roi Clotaire, qui lui donne une fille : Albswinthe (en).
Alboïn épouse ensuite Rosemonde, princesse gépide, fille du roi Cunimond.

## Dans les arts

### Opéra
En 1748,  Vincenzo Legrenzio Ciampi crée Bertoldo, Bertoldino e Cacasenno sur un livret de Carlo Goldon.

### Littérature
Les nouvelles de Giulio Cesare Croce et Adriano Banchieri publiées en 1620, Bertoldo, Bertoldino e Cacasenno, se déroulent à la cour d'Alboino où le héros, Bertoldo, un paysan fruste mais avisé, devient le fidèle conseiller du roi lombard. Carlo Goldoni s'inspire de ces nouvelles pour le livret de l'opera buffa du même titre créé sur une musique de Vincenzo Legrenzio Ciampi le 26 décembre 1748 au Teatro San Moisè de Venise et entré au répertoire de l'Académie royale de musique de Paris le 9 novembre 1753 sous le titre de Bertoldo in corte.

### Cinéma
Trois cinéastes adaptent au XXe siècle ces nouvelles du XVIIe siècle : Giorgio Simonelli tourne en 1936 Bertoldo, Bertoldino e Cacasenno (it) avec Gian Paolo Rosmino dans le rôle d'Alboino ; en 1954, Mario Amendola et Ruggero Maccari reprennent le même sujet et le même titre (it) dans lequel Nerio Bernardi tient le rôle du roi ; Mario Monicelli réalise également en 1984 un Bertoldo, Bertoldino e Cacasenno avec une pléiade d'acteurs parmi lesquels Ugo Tognazzi, Alberto Sordi, Maurizio Nichetti et Lello Arena dans le rôle du roi Alboino.
La conquête de l'Italie par les Lombards inspira aussi le cinéma, notamment italien. Alboïn fut le personnage de plusieurs films d'aventure dont le film muet italien Alboïn et Rosemonde (Alboino e Rosmunda), produit en 1909 par Ernesto Maria Pasquali.
En 1959 et 1961, Alboïn fut le personnage principal de deux films italiens réalisés par Carlo Campogalliani : La Terreur des barbares, dans lequel Alboïn est incarné par l'acteur américain Bruce Cabot, et Le Glaive du conquérant, où le roi lombard est incarné par Jack Palance.

### Sources primaires
- Paul Diacre, Histoire des Lombards, fin du viiie siècle.

### Études
- (en) Patrick Amory, People and Identity in Ostrogothic Italy, 489–554, Cambridge University Press, 2003 (ISBN 0-521-52635-3).
- Gianluigi Barni, La Conquête de l'Italie par les Lombards - VIe siècle - Les Événements, Paris, Éditions Albin Michel, coll. « Le Mémorial des Siècles », 197 (ISBN 2-226-00071-2).
- (en) Florin Curta, The Making of the Slavs: History and Archaeology of the Lower Danube Region, c. 500–700, Cambridge, Cambridge University Press, 2001 (ISBN 0-521-80202-4).
- (it) Stefano Gasparri, Storia Dossier, Florence, Giunti, 1990 (ISBN 88-09-76140-5), chap. 42 (« I longobardi: all origini del medioevo italiano »).
- (it) Giorgio Ausenda, « Current issues and future directions in the study of Franks and Alamanni in the Merovingian period », dans Ian Wood (ed.), Franks and Alamanni in the Merovingian Period: An Ethnographic Perspective, vol. 2, Woodbridge, Boydell, 1998 (ISBN 1-84383-035-3), p. 371-455.
- (it) Paolo Bertolini, « Alboino, re dei Longobardi », dans Alberto M. Ghisalberti (ed.), Dizionario Biografico degli Italiani, vol. 2, Rome, Istituto dell'Enciclopedia Treccani, 1960 (lire en ligne), p. 34-38.
- (en) Walter Goffart, The Narrators of Barbarian History (A.D. 550–800): Jordanes, Gregory of Tours, Bede, and Paul the Deacon, Princeton University Press, 1988 (ISBN 0-691-05514-9).
- (it) Jörg Jarnut, Storia dei Longobardi, Turin, Einaudi, 1995 (ISBN 88-06-13658-5).
- (en) John R. Martindale, A.H.M. Jones et John Morris, The Prosopography of the Later Roman Empire, Volume III: AD 527–641, Cambridge University Press, 1992 (ISBN 978-0521201605).
- (en) Walter Pohl (éditeur), Kingdoms of the Empire: the integraton of barbarians in late Antiquity, Leiden, Brill, 1997 (ISBN 90-04-10845-9), « The Empire and the Lombards: treaties and negotiations in the sixth century », p. 75–134.
- (it) Sergio Rovagnati, I Longobardi, Milan, Xenia, 2003 (ISBN 88-7273-484-3).
- (en) Chris Wickham, Early Medieval Italy: Central Power and Local Society 400–1000, Ann Arbor: University of Michigan Press, 1989 (ISBN 0-472-08099-7).
- (en) Herwig Wolfram, The Roman Empire and Its Germanic Peoples, Berkeley, University of California Press, 1997 (1re éd. 1990) (ISBN 0-520-24490-7).